# Tunnel des Frasses
Tunnel des Frasses – tunel kolejowy we Francji (Burgundia-Franche-Comté), zlokalizowany na linii z Andelot do La Cluse (kilometr 46,354), pomiędzy stacjami Morez i Morbier we francuskiej Jurze, w stokach doliny rzeki l'Évalude.

## Historia

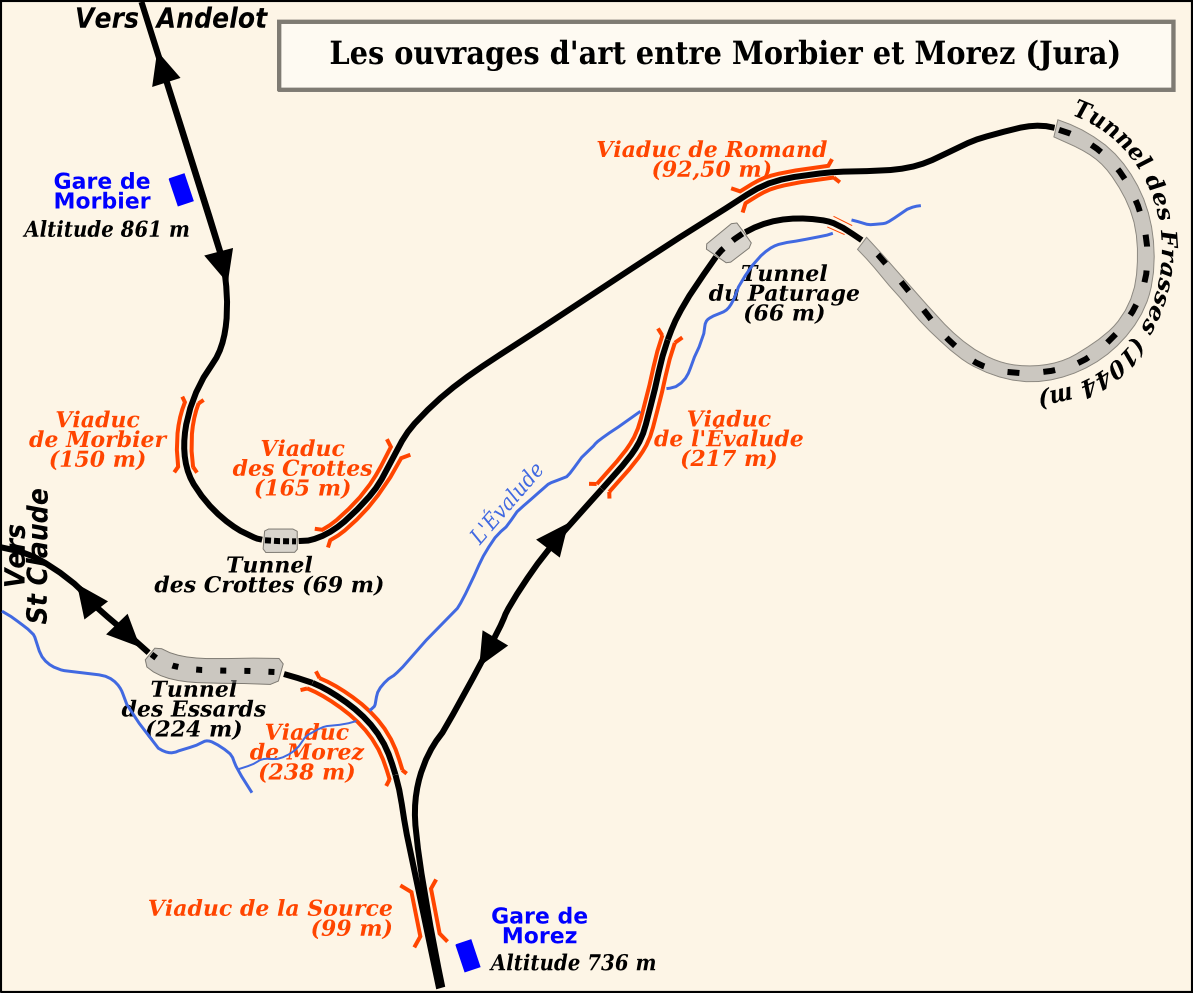
Tunele i wiadukty okolic Morez

Trudne topograficznie do zaprojektowania połączenie kolejowe miejscowości Morbier i Morez było przedmiotem kilku projektów. Obecne rozwiązanie zostało opracowane w 1892 przez głównego inżyniera z Ponts et Chaussées, Morona. Zatwierdził je Minister Robót Publicznych 6 lutego 1893. Kwotę 921.850 franków, na jego budowę przyznano 10 sierpnia 1894 przedsiębiorstwu Ferreboeuf et Long. Z raportu z 14 marca 1896 roku wynika, że zakończono wówczas wiercenie. Odbiór budowli nastąpił 30 kwietnia 1900, a 1 czerwca 1900 linię oddano do eksploatacji.

## Architektura
Tunel o przebiegu zbliżonym do podkowy ma długość 1044 metrów (od kilometra 46,354 do 47,398). Jest jednym z kluczowych elementów niezbędnych do zapewnienia połączenia pomiędzy Morbier, a Morez. Te dwie stacje są oddalone od siebie o zaledwie 1500 metrów w linii prostej, ale różnica wysokości wynosi aż 124,30 metra. Zakładając stałe nachylenie podłużne torowiska 30 mm/m (uważane wówczas za maksymalne), linia musiałaby pokonać co najmniej 4143 metry, aby skompensować różnicę wysokości. Przyjęto więc rozwiązanie polegające na wykonaniu serpentyny w dolinie rzeki l'Évalude. Po obejściu grzbietu Crottes (m.in. krótkim tunelem Crottes) linia skręca na północny wschód na wysokość ponad 1500 m n.p.m., kierując się w górę, ku końcowi doliny wzdłuż jej północnego zbocza (prawy brzeg rzeki), a następnie po przekroczeniu cieku zawraca tunelem des Frasses i schodzi w kierunku południowo-zachodnim po przeciwległym zboczu. Całkowita długość tego odcinka to 5163 metry. Sam tunel przebiega po zakręcie o długości 866 metrów w prawo (z promieniem krzywizny 220 metrów), po prostym odcinku 117 m, a następnie po 57-metrowym odcinku łuku w lewo (o promieniu 180 metrów). Nachylenie jest stałe i wynosi 25 mm/m. Budowla ma przekrój owalny i w całości jest obłożona rustykowanym kamieniem. Miejscami tor jest wyposażony w osłonę przeciwrumoszową.